# فرانسوا غودرو
فرانسوا غودرو هو سياسي كندي، ولد في 17 فبراير 1957 في مونتريال في كندا. نشط حزبياً في Action démocratique du Québec ‏. وقد انتخب عضو الجمعية الوطنية في كيبك ‏.